# Séries de divisions de la Ligue américaine de baseball 1997
Les Séries de divisions de la Ligue américaine de baseball 1997 font partie des séries éliminatoires de la Ligue majeure de baseball. Ce tour éliminatoire est constitué de deux séries jouées au meilleur de cinq parties par quatre clubs de la Ligue américaine de baseball, l'une des deux composantes des Ligues majeures de baseball.
Ces deux séries sont disputées du mardi 30 septembre au lundi 6 octobre 1997. Pour se qualifier à la Série de championnat 1997 de la Ligue américaine, les Orioles de Baltimore remportent l'une de ces Séries de divisions trois matchs à un sur les Mariners de Seattle, tandis que les Indians de Cleveland éliminent les Yankees de New York, trois matchs à deux.

## Avantage du terrain
Les « têtes de séries », donc la composition des face à face, pour ces Séries de divisions de 1997 n'étaient pas déterminés par la fiche victoires-défaites en saison régulière des clubs participants, mais plutôt déterminés au préalable selon une procédure controversée qui ne fut utilisée que de 1995 à 1997.
L'avantage du terrain lors des Séries de divisions de 1995 à 1997 était le suivant : la première tête de série jouait deux matchs sur le terrain de son adversaire, puis enchaînait avec les trois matchs suivants à domicile. Également critiquée, cette formule fut plus tard abandonnée et remplacée dès 1998 par celle qui prévaut actuellement (en date de 2016), alors que l'équipe possédant l'avantage du terrain dispute les parties #1, #2 et #5 (si nécessaire) devant ses partisans.

## Orioles de Baltimore vs Mariners de Seattle

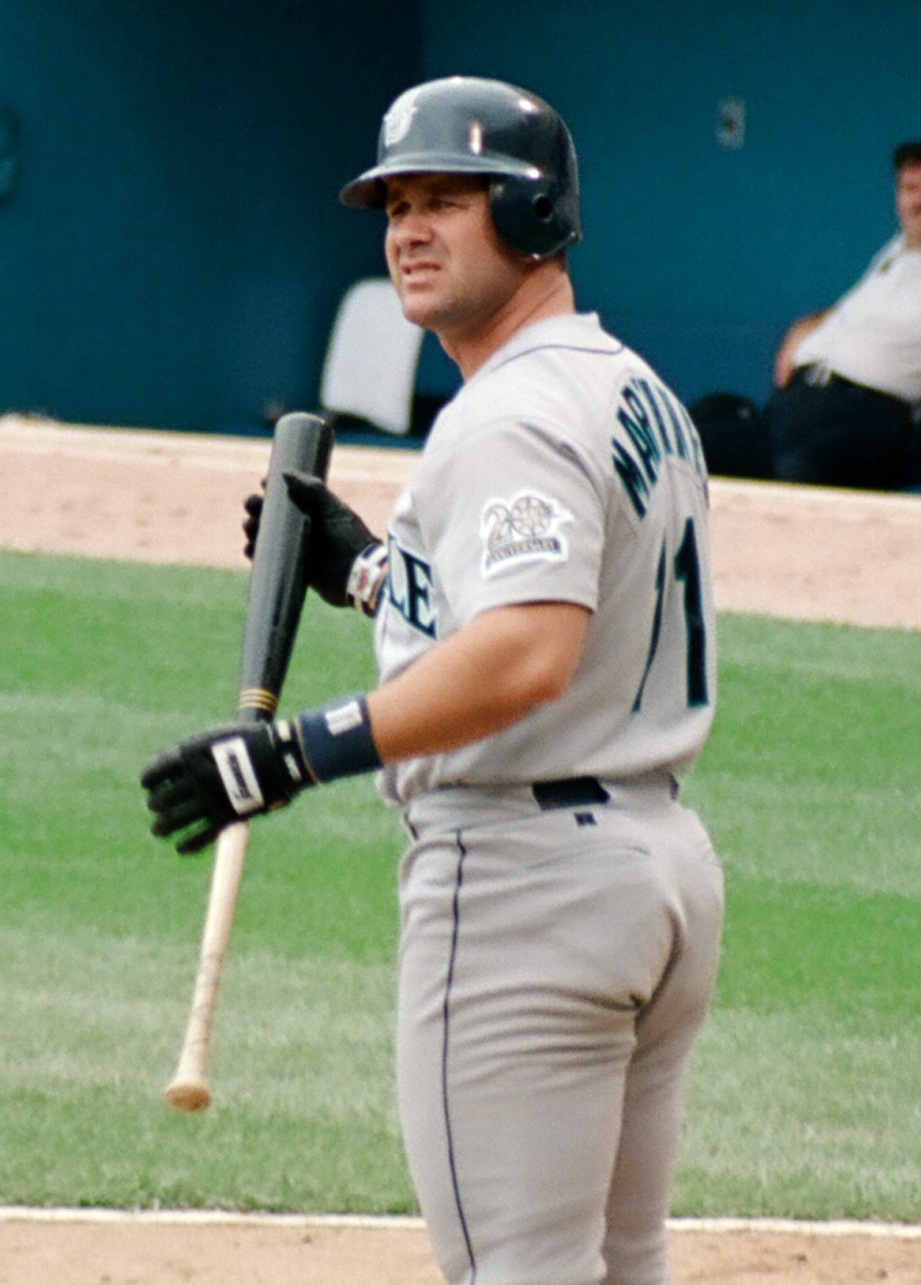
Le joueur étoile des Mariners de Seattle Edgar Martínez en 1997.

Les Orioles de Baltimore remportent 98 victoires (contre 64 défaites) en 1997, leur plus haut total depuis une fiche identique lors de la saison régulière qui s'était terminée par la conquête de la Série mondiale 1983. Qualifiés comme meilleurs deuxièmes de la Ligue américaine en 1996, les Orioles accèdent aux séries éliminatoires pour la deuxième année de suite et remportent leur premier titre de la division Est de la Ligue américaine depuis 1983. Ils devancent par deux matchs leurs plus proches poursuivants, les Yankees de New York, et réalisent la seconde meilleure performance des majeures après les 101 victoires des Braves d'Atlanta dans la Ligue nationale.
Relégués au second rang de la division Ouest de la Ligue américaine en 1996, les Mariners de Seattle en 1997 remportent leur deuxième titre de section et accèdent aux éliminatoires pour la seconde fois en 3 ans. Leurs 90 victoires en saison régulière (contre 72 défaites) est à ce moment-là la meilleure performance de l'histoire de la franchise de Seattle et ils devancent par 6 matchs leurs plus proches poursuivants, les Angels d'Anaheim, dans la section Ouest.
Baltimore et Seattle s'affrontent pour la première fois en matchs éliminatoires.

### Calendrier des rencontres
| Match | Date        | Visiteur             | Hôte                 | Score |
| ----- | ----------- | -------------------- | -------------------- | ----- |
| 1     | 1er octobre | Orioles de Baltimore | Mariners de Seattle  | 9 - 3 |
| 2     | 2 octobre   | Orioles de Baltimore | Mariners de Seattle  | 9 - 3 |
| 3     | 4 octobre   | Mariners de Seattle  | Orioles de Baltimore | 4 - 2 |
| 4     | 5 octobre   | Mariners de Seattle  | Orioles de Baltimore | 1 - 3 |

### Match 1
Mercredi 1er octobre 1997 au Kingdome, Seattle, Washington.
| Orioles de Baltimore | 0 | 0 | 1 | 0 | 4 | 4 | 0 | 0 | 0 | 9 | 13 | 0 |
| Mariners de Seattle | 0 | 0 | 0 | 1 | 0 | 0 | 1 | 0 | 1 | 3 | 7  | 1 |
| Lanceurs partants : BAL : Mike Mussina SEA : Randy Johnson Vic. : Mike Mussina (1-0) Déf. : Randy Johnson (0-1) HRs : BAL : Gerónimo Berroa (1), Chris Hoiles (1) SEA : Edgar Martínez (1), Jay Buhner (1), Alex Rodriguez (1) |   |   |   |   |   |   |   |   |   |   |    |   |

### Match 2
Jeudi 2 octobre 1997 au Kingdome, Seattle, Washington.
| Orioles de Baltimore | 0 | 1 | 0 | 0 | 2 | 0 | 2 | 4 | 0 | 9 | 14 | 0 |
| Mariners de Seattle | 2 | 0 | 0 | 0 | 0 | 0 | 1 | 0 | 0 | 3 | 9  | 0 |
| Lanceurs partants : BAL : Scott Erickson SEA : Jamie Moyer Vic. : Scott Erickson (1-0) Déf. : Jamie Moyer (0-1) HRs : BAL : Harold Baines (1), Brady Anderson (1) |   |   |   |   |   |   |   |   |   |   |    |   |

### Match 3
Samedi 4 octobre 1997 à Camden Yards, Baltimore, Maryland.
| Mariners de Seattle | 0 | 0 | 1 | 0 | 1 | 0 | 0 | 0 | 2 | 4 | 11 | 0 |
| Orioles de Baltimore | 0 | 0 | 0 | 0 | 0 | 0 | 0 | 0 | 2 | 2 | 5  | 0 |
| Lanceurs partants : SEA : Jeff Fassero BAL : Jimmy Key Vic. : Jeff Fassero (1-0) Déf. : Jimmy Key (0-1) HRs : SEA : Jay Buhner (2), Paul Sorrento (1) |   |   |   |   |   |   |   |   |   |   |    |   |

### Match 4
Dimanche 5 octobre 1997 à Camden Yards, Baltimore, Maryland.
| Mariners de Seattle | 0 | 1 | 0 | 0 | 0 | 0 | 0 | 0 | 0 | 1 | 2 | 0 |
| Orioles de Baltimore | 2 | 0 | 0 | 0 | 1 | 0 | 0 | 0 | X | 3 | 7 | 0 |
| Lanceurs partants : SEA : Randy Johnson BAL : Mike Mussina Vic. : Mike Mussina (2-0) Déf. : Randy Johnson (0-2) Sauv. : Randy Myers (1) HRs : SEA : Edgar Martínez (2) BAL : Jeff Reboulet (1), Gerónimo Berroa (2) |   |   |   |   |   |   |   |   |   |   |   |   |

## Indians de Cleveland vs Yankees de New York

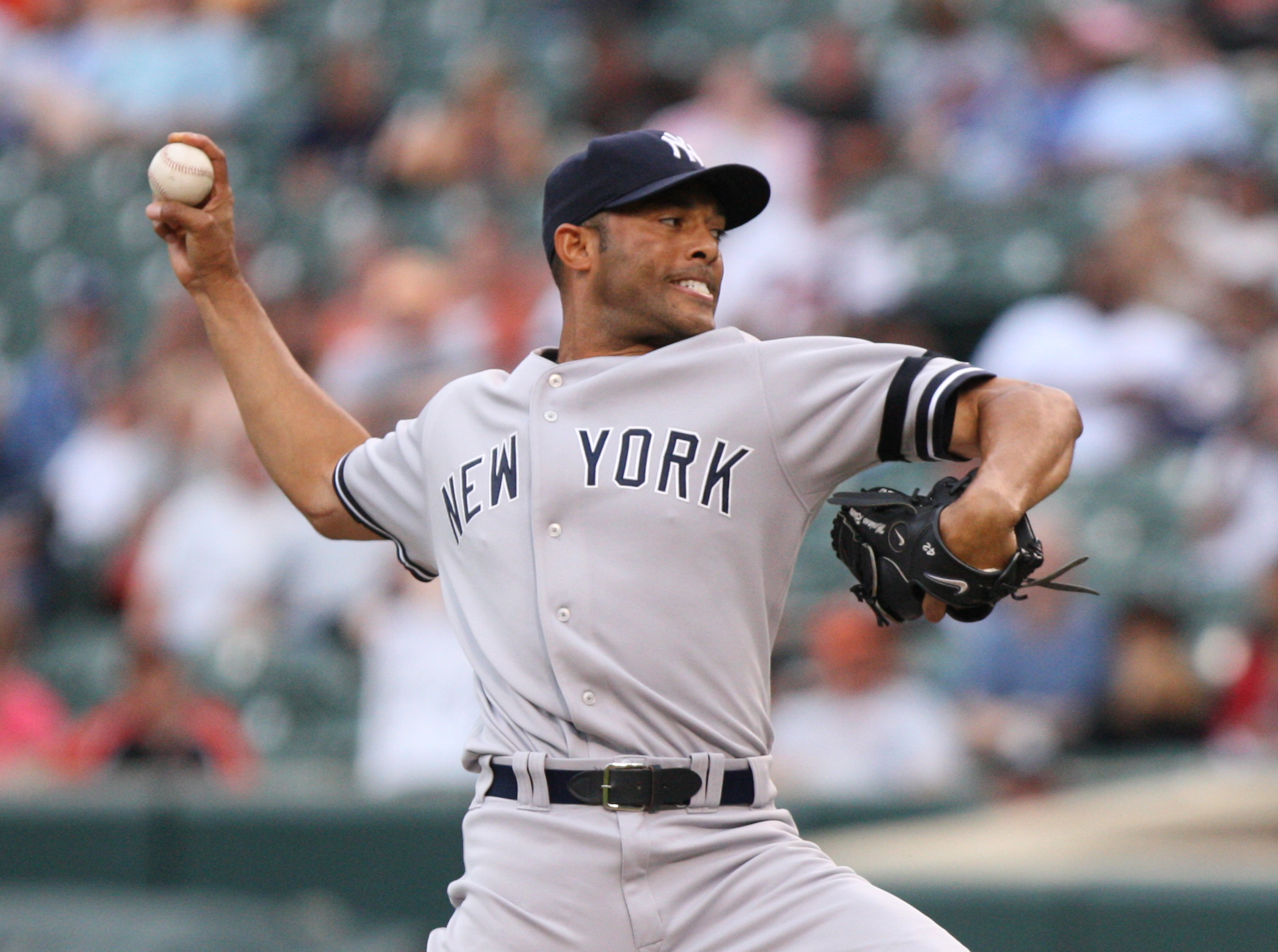
Mariano Rivera (ici photographié en 2007) des Yankees de New York réalise le 30 septembre 1997 le premier de ses 42 sauvetages en séries éliminatoires, un record du baseball majeur.

Les Indians de Cleveland de 1997 remportent le 3e de 5 titres consécutifs de la division Centrale de la Ligue américaine. Avec 86 victoires et 75 défaites, leur moins bonne performance de ces 5 années, les Indians sont la seule équipe de leur division avec une fiche gagnante en 1997 et ils devancent par 6 matchs le club de seconde place, les White Sox de Chicago.
La fiche de 96 victoires et 66 défaites des Yankees de New York leur aurait valu la première place dans les deux autres divisions de la Ligue américaine en 1997, mais dans la section Est ils se contentent du second rang, deux matchs derrière les Orioles de Baltimore. Néanmoins, les Yankees sont les meilleurs deuxièmes de la Ligue américaine et décrochent la troisième de 13 qualifications consécutives pour les éliminatoires.
Les Indians et les Yankees s'affrontent pour la première fois en matchs éliminatoires. Malgré leur nombre moins élevé de victoires que leurs adversaires durant la saison régulière, les Indians ont l'avantage du terrain pour cette série et sont les hôtes des trois dernières rencontres.

### Calendrier des rencontres
| Match | Date         | Visiteur             | Hôte                 | Score |
| ----- | ------------ | -------------------- | -------------------- | ----- |
| 1     | 30 septembre | Indians de Cleveland | Yankees de New York  | 6 - 8 |
| 2     | 2 octobre    | Indians de Cleveland | Yankees de New York  | 7 - 5 |
| 3     | 4 octobre    | Yankees de New York  | Indians de Cleveland | 6 - 1 |
| 4     | 5 octobre    | Yankees de New York  | Indians de Cleveland | 2 - 3 |
| 5     | 6 octobre    | Yankees de New York  | Indians de Cleveland | 3 - 4 |

### Match 1
Mardi 30 septembre 1997 au Yankee Stadium, New York, New York.
| Indians de Cleveland | 5 | 0 | 0 | 1 | 0 | 0 | 0 | 0 | 0 | 6 | 11 | 0 |
| Yankees de New York | 0 | 1 | 0 | 1 | 1 | 5 | 0 | 0 | X | 8 | 11 | 0 |
| Lanceurs partants : CLE : Orel Hershiser NYY : David Cone Vic. : Ramiro Mendoza (1-0) Déf. : Eric Plunk (0-1) Sauv. : Mariano Rivera (1) HRs : CLE : Sandy Alomar, Jr. (1) NYY : Tino Martinez (1), Tim Raines (1), Derek Jeter (1), Paul O'Neill (1) |   |   |   |   |   |   |   |   |   |   |    |   |

### Match 2
Jeudi 2 octobre 1997 au Yankee Stadium, New York, New York.
| Indians de Cleveland | 0 | 0 | 0 | 5 | 2 | 0 | 0 | 0 | 0 | 7 | 11 | 1 |
| Yankees de New York | 3 | 0 | 0 | 0 | 0 | 0 | 0 | 1 | 1 | 5 | 7  | 2 |
| Lanceurs partants : CLE : Jaret Wright NYY : Andy Pettitte Vic. : Jaret Wright (1-0) Déf. : Andy Pettitte (0-1) HRs : CLE : Matt Williams (1) NYY : Derek Jeter (2) |   |   |   |   |   |   |   |   |   |   |    |   |

### Match 3
Samedi 4 octobre 1997 à Jacobs Field, Cleveland, Ohio.
| Yankees de New York | 1 | 0 | 1 | 4 | 0 | 0 | 0 | 0 | 0 | 6 | 4 | 1 |
| Indians de Cleveland | 0 | 1 | 0 | 0 | 0 | 0 | 0 | 0 | 0 | 1 | 5 | 1 |
| Lanceurs partants : NYY : David Wells CLE : Charles Nagy Vic. : David Wells (1-0) Déf. : Charles Nagy (0-1) HRs : NYY : Paul O'Neill (2) |   |   |   |   |   |   |   |   |   |   |   |   |

### Match 4
Dimanche 5 octobre 1997 à Jacobs Field, Cleveland, Ohio.
| Yankees de New York | 2 | 0 | 0 | 0 | 0 | 0 | 0 | 0 | 0 | 2 | 9 | 1 |
| Indians de Cleveland | 0 | 1 | 0 | 0 | 0 | 0 | 0 | 1 | 1 | 3 | 9 | 0 |
| Lanceurs partants : NYY : Dwight Gooden CLE : Orel Hershiser Vic. : Mike Jackson (1-0) Déf. : Ramiro Mendoza (1-1) HRs : NYY : David Justice (1), Sandy Alomar, Jr. (2) |   |   |   |   |   |   |   |   |   |   |   |   |

Les Indians évitent l'élimination à la dernière heure lorsque face au releveur des Yankees Ramiro Mendoza en fin de 9e manche, Cleveland enlève la victoire sur le coup sûr d'Omar Vizquel qui fait marquer son coéquipier Marquis Grissom.

### Match 5
Lundi 6 octobre 1997 à Jacobs Field, Cleveland, Ohio.
| Yankees de New York | 0 | 0 | 0 | 0 | 2 | 1 | 0 | 0 | 0 | 3 | 12 | 0 |
| Indians de Cleveland | 0 | 0 | 3 | 1 | 0 | 0 | 0 | 0 | X | 4 | 7  | 2 |
| Lanceurs partants : NYY : Andy Pettitte CLE : Jaret Wright Vic. : Jaret Wright (2-0) Déf. : Andy Pettitte (0-2) Sauv. : José Mesa (1) |   |   |   |   |   |   |   |   |   |   |    |   |